# Salvador das Missões
Salvador das Missões är en kommun i Brasilien.   Den ligger i delstaten Rio Grande do Sul, i den södra delen av landet, 1 500 km sydväst om huvudstaden Brasília. Antalet invånare är 2 669.
Trakten runt Salvador das Missões består till största delen av jordbruksmark. Runt Salvador das Missões är det ganska tätbefolkat, med 90 invånare per kvadratkilometer.